# Flarken, Jämtland
Flarken är en sjö i Bergs kommun i Jämtland och ingår i Ljungans huvudavrinningsområde.